# Kaptagat
Kaptagat är en ort i distriktet Uasin Gishu i provinsen Rift Valley i Kenya. Den ligger knappt 40 km öster om Eldoret längs väg B54.